# Королёвка (Костромская область)
Королёвка — деревня в составе Головинского сельского поселения Шарьинского района Костромской области России.

## География
Деревня расположена у речки Нюрюг.

## История
Согласно Спискам населенных мест Российской империи в 1872 году деревня относилась к 3 стану Ветлужского уезда Костромской губернии. В ней числилось 7 дворов, проживали 31 мужчина и 28 женщин.
Согласно переписи населения 1897 года в деревне проживало 130 человек (55 мужчин и 75 женщин).
Согласно Списку населенных мест Костромской губернии в 1907 году деревня относился к Шангско-Городищенской волости Ветлужского уезда Костромской губернии. По сведениям волостного правления за 1907 год в починке числилось 23 крестьянских двора и 155 жителей. В деревне имелась школа. основным занятием жителей деревни был лесной промысел.
До 2010 года деревня также входила в состав Головинского сельского поселения.

## Население
| 2008 | 2010 | 2014 |
| ---- | ---- | ---- |
| 35   | ↘34  | ↘33  |